# Guarayo phantasmaticus
Guarayo phantasmaticus – gatunek chrząszcza z rodziny kózkowatych i podrodziny zgrzypikowych. Jedyny przedstawiciel rodzaju Guarayo.

## Zasięg występowania
Gatunek ten występuje w Boliwii, notowany w departamencie Santa Cruz.